# 12222 Perotto
12222 Perotto è un asteroide della fascia principale. Scoperto nel 1982, presenta un'orbita caratterizzata da un semiasse maggiore pari a 2,6185636 UA e da un'eccentricità di 0,1831913, inclinata di 10,77095° rispetto all'eclittica.
È dedicato a Pier Giorgio Perotto, ingegnere Olivetti, progettista della innovativa Programma 101.